# Rammstein
«Rammstein» («Раммштайн»; німецька вимова: [ˈʁamʃtaɪn]) — німецький індастріал-метал гурт, створений взимку 1994 року в Берліні. Музику колективу експерти віднесли до напряму «ноє дойче герте» (нім. Neue Deutsche Härte, укр. новий німецький гард), в той час як оглядач Пітер Мюллер назвав її «грубою силою», а самі музиканти одного разу охарактеризували свій стиль як «танцювальний метал» (нім. Tanzmetall, танцметал). Увагу медіа часто привертає використання піротехніки на концертах. У своїй творчості гурт був натхненний, зокрема, словенським музичним колективом «Laibach» («Лайбах»). Наразі продано понад 35 мільйонів платівок гурту, який, незважаючи на німецькомовні тексти, має комерційний успіх, зокрема, у Сполучених Штатах.

## Походження назви

Rammstein використовують свій логотип
з моменту випуску «Mutter» у 2001 році та шрифт із самого початку своєї дискографії

Назва гурту, ймовірно, походить від назви західнонімецького міста Рамштайн (нім. Ramstein), де 1988 року сталася авіакатастрофа під час авіашоу американських ВПС місцевої авіабази, унаслідок якої загинуло 70 осіб. Про це свідчить початкова назва гурту — Rammstein-Flugschau (Авіашоу-Раммштайн), а також пісня «Rammstein», що стала «візитною карткою» гурту, змістом відсилає до трагедії, що відбулася на базі Рамштайн. Додаткова буква «m» створює гру слів, оскільки німецьке дієслово «rammen» означає «урізатися в щось». Хоч ця назва й стала причиною певних незручностей і призвела до небажаних чуток і обвинувачень у блюзнірстві, проте змінювати назву група все ж не бажала. Саме тому група довгий час усілякими способами ухилялась від публічних ототожнень своєї назви з місцем трагедії, пояснюючи її лише як «Кам'яний таран». Втім, цей варіант було озвучено вже набагато пізніше, коли преса та нападки на групу трохи притихли.
Такими словами пояснює назву Rammstein соліст групи:
|  | «Назва віддзеркалює силу та потужність (нім. Rammstein — «таранний» камінь), вона не має нічого спільного з тією жахливою авіакатастрофою в місті Ramstein. На той час ми в НДР навіть не знали про цей випадок. Дізнались набагато пізніше, коли про це почали постійно допитуватись журналісти." (Till Lindemann) |

## Склад
- Тілль Ліндеманн (нім. Till Lindemann) — вокал, раніше грав на барабанах у «First Arsch»,
- Ріхард Круспе-Бернштайн (нім. Richard Z. Kruspe-Bernstein) — гітара, раніше грав в «Orgasm Death Gimmick»,
- Крістоф «Дум» Шнайдер (нім. Christoph «Doom» Schneider) — ударні, раніше грав в «Die Firma».

- Пауль Ландерс (нім. Paul Landers) — гітара, колишній учасник «Feeling B»,
- Крістіан «Флаке» Лоренц (нім. Christian «Flake» Lorenz) — клавішні, теж раніше грав у «Feeling B» та
- Олівер Рідель (нім. Oliver Riedel) — бас-гітара, у минулому колишній учасник групи «The Inchtabokatables».

|                 |
| Тілль Ліндеманн |

|                         |
| Ріхард Круспе-Бернштайн |

|                       |
| Крістоф «Дум» Шнайдер |

|               |
| Пауль Ландерс |

|                         |
| Крістіан «Флаке» Лоренц |

|               |
| Олівер Рідель |

## Музика
«Rammstein» грає індустріальну музику з елементами металу та електроніки, співає німецькою мовою, що створює цікаве поєднання. На думку самих музикантів, значний вплив на їхню творчість справили словенський гурт «Laibach» та німецький «Oomph!» Стиль групи еволюціонував, спочатку був близьким до індастріалу і відзначався переважанням електронних звуків, на останніх альбомах звучання натуральніше, з'явилися партії, записані хором і оркестром.
Члени колективу неодноразово говорили про те, що стиль їхньої музики не має властивої назви й охарактеризовували її як танцювальний метал (нім. Tanzmetal). Це можна розуміти так, що окрім важкого характеру, музика гурту тяжіє до танцювальної. У журналі «Tylko Rock» (квітень 2001) члени гурту так охарактеризували свою музику: «Дуже важкий, романтичний, повний контрастів, частково також танцювальний. Нам доводилось відповідати на питання типу: яку музику граєте? Врешті вирішили запровадити термін Tanzmetal. Чимало відчувається у нас вплив техно, гаузу — пробуємо те все змішувати».
Тексти пісень порушують похмурі і часто суперечливі теми (як наприклад композиція «Mein Teil», натхнена історією канібала з Ротенбурга). Тематика пісень — це любов, самотність, хворобливі пристрасті і збочення. Вони торкаються різних осіб і різних сфер життя, часто дражливих, як наприклад сексу («Bück dich», «Pussy») або — наркотиків («Adios»), політики («Amerika», «Links 2 3 4»), садизму («Ich tu dir weh») некрофілії («Heirate mich»), гомосексуальності («Mann gegen Mann») чи інцесту та педофілії («Laichzeit», «Tier», «Spiel mit mir»). Але є і лірика («Ohne dich», «Wo bist du», «Frühling in Paris», «Mutter», «Stirb nicht vor mir», «Klavier» тощо).
Автором більшості оригінальних текстів «Раммштайну» є Тілль Ліндеманн, вокаліст гурту. Нецензурну лексику він використовує вкрай рідко, а основний провокаційний ефект досягається темою, смисловим навантаженням тексту. Літературний герой зазвичай має якісь моральні вади і є втіленням темних сторін нашого життя.

## Концерти
Характерною рисою «Раммштайн» є концерти, сповнені піротехнічними театральними ефектами. Перед виступом колектив ретельно відпрацьовує сценарій, який визначається текстами пісень. Постійним елементом був палаючий плащ вокаліста, що нагадував про катастрофу, однак пізніше він змінився на вогнемет, що прикріплювався до рук виконавця. Майже завжди використовуються понтон, на якому член гурту «відпливає» під час виконання пісень «Seemann», «Stripped» чи «Haifisch» та палаючі маски, за допомогою яких музиканти «дмухають» стовпами вогню.
Під час «Reise, Reise» турів широко використовувався ефект, коли вокаліст стояв під «зливою» іскор (Ohne dich). Під час виконання пісні «Mein teil» клавішник залізав до котла, який потім щедро поливався вогнем з вогнемета.
9 березня 2010 року в Києві у «Міжнародному виставковому центрі» на лівому березі (Броварський просп.) відбулося перше в Україні шоу «Rammstein». Концерт відвідало близько 12 000 осіб.

## Вплив на інших музикантів
Різні відомі музиканти переспівували або художньо адаптували пісні та тексти Rammstein. У співпраці Дрезденського симфонічного оркестру та композитора Торстена Раша було створено пісенний цикл Mein Herz brennt на основі текстів та музики деяких пісень Rammstein. Співочі партії взяв на себе дрезденський оперний співак і дворазовий володар премії «Греммі» Рене Папе, а роль промовця взяла на себе акторка та режисерка Катаріна Тальбах. Робота була опублікована 20 жовтня 2003 року. Прем'єра відбулася невдовзі після цього в Культурпаласті Дрездена. Нагорода Klassik-ECHO була отримана у 2004 році. Продюсером проєкту виступив Свен Гельбіг, який з того часу працював продюсером Rammstein і відповідає за аранжування струнних інструментів та хору.
Ніна Гаґен записала версію пісні Seemann з Apocalyptica. У 2012 році пісня Feuer frei! була оброблена та виконана Sabaton. У 2013 році фолк-співак Гейно виконав кавери на пісні Sonne та Amerika. Є також численні триб'ют-групи Rammstein, зокрема Stahlzeit і Völkerball у Німеччині.
Стилістично, Rammstein допоміг музичному напряму Neue Deutsche Härte досягти комерційного прориву наприкінці 1990-х років і згодом мав значний вплив на цей жанр.

## Зв'язок з Росією
23 квітня 2021 року Тілль Ліндеманн випустив кліп на радянську пісню 1939 року «Улюблене місто» (рос. «Любимый город»), яку виконує російською мовою. Композиція записана як саундтрек до фільму «Девятаєв» режисера Тимура Бекмамбетова. У музичному відео Ліндеманн літає над лісами на радянському винищувачі.
9 травня 2021 року лідер групи Rammstein випустив новий кліп, знятий в Ермітажі (Санкт-Петербург, Росія). Пісня знову була виконана російською мовою в супроводі жіночого симфонічного оркестру.
1 червня 2021 року музичне відео на сингл «Ich hasse Kinder» («Я ненавиджу дітей») було випущено на YouTube -каналі Тілля Ліндеманна, в День захисту дітей. Режисером виступив Сергій Грей. У головних ролях Олександр Ревва та Аглая Тарасова. Дії кліпу розгортаються 1989 року в радянській Москві. Відео знято в стилі пізнього СРСР і містить численні сцени насильства.
Попри тісний зв'язок гурту з Росією, 3 березня 2022 року на своєму офіційному сайті колектив висловив підтримку народу України, «який чинить опір жахливій агресії з боку російського уряду».

## Дискографія

### Студійні альбоми
| Оприлюднення                           | Позиція в світових чартах | Позиція в світових чартах | Позиція в світових чартах | Позиція в світових чартах | Позиція в світових чартах | Позиція в світових чартах | Позиція в світових чартах | Позиція в світових чартах | Позиція в світових чартах | Позиція в світових чартах | Позиція в світових чартах | Позиція в світових чартах | Позиція в світових чартах | Позиція в світових чартах | Позиція в світових чартах | Позиція в світових чартах | Позиція в світових чартах | Позиція в світових чартах | Позиція в світових чартах | Позиція в світових чартах | Позиція в світових чартах | Позиція в світових чартах | Позиція в світових чартах | Позиція в світових чартах | Позиція в світових чартах | Позиція в світових чартах | Позиція в світових чартах |
| Оприлюднення                           | D                         | A                         | CH                        | NL                        | F                         | S                         | NZ                        | USA                       | N                         | FIN                       | PL                        | B                         | E                         | CDN                       | DK                        | H                         | I                         | GB                        | EST                       | IS                        | MX                        | CZ                        | P                         | SLO                       | AUS                       | IRL                       | GR                        |
| -------------------------------------- | ------------------------- | ------------------------- | ------------------------- | ------------------------- | ------------------------- | ------------------------- | ------------------------- | ------------------------- | ------------------------- | ------------------------- | ------------------------- | ------------------------- | ------------------------- | ------------------------- | ------------------------- | ------------------------- | ------------------------- | ------------------------- | ------------------------- | ------------------------- | ------------------------- | ------------------------- | ------------------------- | ------------------------- | ------------------------- | ------------------------- | ------------------------- |
| «Herzeleid» 24 вересня 1995            | 6                         | 11                        | 20                        | 72                        | 85                        | —                         | —                         | —                         | —                         | —                         | —                         | —                         | —                         | —                         | —                         | —                         | —                         | —                         | —                         | —                         | —                         | —                         | —                         | —                         | —                         | —                         | —                         |
| «Sehnsucht» 22 серпня 1997             | 1                         | 1                         | 3                         | 40                        | 76                        | 17                        | 23                        | 45                        | 47                        | —                         | —                         | —                         | —                         | —                         | —                         | —                         | —                         | —                         | —                         | —                         | —                         | —                         | —                         | —                         | —                         | —                         | —                         |
| «Mutter» 2 квітня 2001                 | 1                         | 1                         | 1                         | 4                         | 23                        | 2                         | 12                        | 77                        | 12                        | 7                         | 4                         | 7                         | 9                         | 14                        | 22                        | 33                        | 68                        | 86                        | —                         | —                         | —                         | —                         | —                         | —                         | —                         | —                         | —                         |
| «Reise, Reise» 27 вересня 2004         | 1                         | 1                         | 1                         | 2                         | 3                         | 2                         | 17                        | 61                        | 4                         | 1                         | 4                         | 6                         | 4                         | —                         | 3                         | 21                        | 35                        | 37                        | 1                         | 1                         | 1                         | 3                         | 4                         | 4                         | 19                        | 54                        | —                         |
| «Rosenrot» 28 жовтня 2005              | 1                         | 1                         | 2                         | 4                         | 5                         | 2                         | 38                        | 47                        | 4                         | 1                         | 7                         | 3                         | 9                         | —                         | 2                         | 18                        | 11                        | 29                        | 1                         | 1                         | 1                         | 3                         | <10                       | —                         | 44                        | —                         | <10                       |
| «Liebe ist für alle da» 16 жовтня 2009 | 1                         | 1                         | 1                         | 1                         | 2                         | 3                         | 15                        | 13                        | 4                         | 1                         | 2                         | 3                         | 5                         | 29                        | 1                         | 10                        | 14                        | 16                        | —                         | —                         | 4                         | 1                         | 4                         | 1                         | 9                         | 25                        | —                         |
| «Rammstein» 17 травня 2019             |                           |                           |                           |                           |                           |                           |                           |                           |                           |                           |                           |                           |                           |                           |                           |                           |                           |                           |                           |                           |                           |                           |                           |                           |                           |                           |                           |
| «Zeit» 29 квітня 2022                  | 1                         | 1                         | 1                         | 1                         | 1                         | 1                         | —                         | 15                        | —                         | 1                         | —                         | 1                         | —                         | —                         | —                         | —                         | 12                        | 3                         | —                         | —                         | —                         | —                         | —                         | —                         | 3                         | —                         | —                         |

### Сингли
| Назва                        | Позиція в світових чартах | Позиція в світових чартах | Позиція в світових чартах | Позиція в світових чартах | Позиція в світових чартах | Позиція в світових чартах | Позиція в світових чартах | Позиція в світових чартах | Позиція в світових чартах | Позиція в світових чартах | Позиція в світових чартах | Позиція в світових чартах | Позиція в світових чартах | Альбом                       | Оприлюднення      |
| Назва                        | D                         | A                         | CH                        | NL                        | F                         | S                         | USA                       | N                         | FIN                       | PL                        | DK                        | GB                        | BU                        | Альбом                       | Оприлюднення      |
| ---------------------------- | ------------------------- | ------------------------- | ------------------------- | ------------------------- | ------------------------- | ------------------------- | ------------------------- | ------------------------- | ------------------------- | ------------------------- | ------------------------- | ------------------------- | ------------------------- | ---------------------------- | ----------------- |
| «Du riechst so gut»          | —                         | —                         | —                         | —                         | —                         | —                         | —                         | —                         | —                         | —                         | —                         | —                         | —                         | «Herzeleid»                  | 24 серпня 1995    |
| «Seemann»                    | —                         | —                         | —                         | —                         | —                         | —                         | —                         | —                         | —                         | —                         | —                         | —                         | —                         | «Herzeleid»                  | 8 січня 1996      |
| «Engel»                      | 3                         | 4                         | 17                        | —                         | —                         | 48                        | —                         | —                         | —                         | —                         | —                         | —                         | —                         | «Sehnsucht»                  | 1 квітня 1997     |
| «Du hast»                    | 5                         | 10                        | 33                        | —                         | —                         | —                         | 20                        | —                         | —                         | —                         | —                         | —                         | —                         | «Sehnsucht»                  | 18 липня 1997     |
| «Das Modell»                 | 5                         | 18                        | —                         | —                         | —                         | 41                        | —                         | —                         | —                         | —                         | —                         | —                         | —                         | «Coversong» («Kraftwerk»)    | 23 листопада 1997 |
| «Du riechst so gut '98»      | 16                        | —                         | —                         | —                         | —                         | —                         | —                         | —                         | —                         | —                         | —                         | —                         | —                         | «Herzeleid»                  | 17 квітня 1998    |
| «Original Single Kollektion» | —                         | —                         | —                         | —                         | —                         | —                         | —                         | —                         | —                         | —                         | —                         | —                         | —                         |                              | 19 червня 1998    |
| «Stripped»                   | 14                        | 27                        | 42                        | —                         | —                         | —                         | —                         | —                         | 3                         | —                         | —                         | —                         | —                         | «Coversong» («Depeche Mode») | 27 липня 1998     |
| «Asche zu Asche»             | —                         | —                         | —                         | —                         | —                         | —                         | —                         | —                         | —                         | —                         | —                         | —                         | —                         | «Live aus Berlin»            | 15 січня 2001     |
| «Sonne»                      | 2                         | 5                         | 18                        | —                         | —                         | 42                        | —                         | —                         | 9                         | —                         | —                         | —                         | —                         | «Mutter»                     | 12 лютого 2001    |
| «Links 2 3 4»                | 26                        | 33                        | 65                        | —                         | —                         | —                         | —                         | —                         | 15                        | —                         | —                         | —                         | —                         | «Mutter»                     | 14 травня 2001    |
| «Ich will»                   | 29                        | 59                        | —                         | —                         | 3                         | —                         | —                         | —                         | 19                        | —                         | —                         | 30                        | —                         | «Mutter»                     | 10 вересня 2001   |
| «Mutter»                     | 47                        | —                         | —                         | —                         | —                         | —                         | —                         | —                         | 7                         | —                         | —                         | —                         | —                         | «Mutter»                     | 25 березня 2002   |
| «Feuer frei!»                | 33                        | 28                        | —                         | —                         | —                         | —                         | —                         | —                         | —                         | —                         | —                         | 35                        | —                         | «Mutter»                     | 14 жовтня 2002    |
| «Mein Teil»                  | 2                         | 6                         | 11                        | —                         | 60                        | 8                         | —                         | 11                        | 2                         | —                         | 6                         | 61                        | —                         | «Reise, Reise»               | 26 липня 2004     |
| «Amerika»                    | 2                         | 3                         | 5                         | 22                        | 89                        | 21                        | —                         | 13                        | 10                        | 7                         | 2                         | 38                        | —                         | «Reise, Reise»               | 13 вересня 2004   |
| «Ohne dich»                  | 12                        | 38                        | 42                        | —                         | —                         | —                         | —                         | —                         | 13                        | —                         | 17                        | —                         | —                         | «Reise, Reise»               | 22 листопада 2004 |
| «Keine Lust»                 | 16                        | 25                        | 30                        | 33                        | —                         | 57                        | —                         | —                         | 14                        | —                         | 4                         | 35                        | —                         | «Reise, Reise»               | 28 лютого 2005    |
| «Benzin»                     | 6                         | 11                        | 15                        | —                         | 81                        | 16                        | 35                        | 15                        | 1                         | —                         | 3                         | 58                        | 59                        | «Rosenrot»                   | 7 жовтня 2005     |
| «Rosenrot»                   | 28                        | 46                        | 59                        | —                         | —                         | 53                        | —                         | —                         | —                         | —                         | 8                         | —                         | —                         | «Rosenrot»                   | 16 грудня 2005    |
| «Mann gegen Mann»            | 20                        | 42                        | 66                        | —                         | —                         | 45                        | 32                        | —                         | 17                        | 46                        | 5                         | 54                        | 99                        | «Rosenrot»                   | 3 березня 2006    |
| «Pussy»                      | —                         | —                         | —                         | —                         | —                         | —                         | —                         | —                         | —                         | —                         | —                         | —                         | —                         | «Liebe ist für alle da»      | 18 вересня 2009   |
| «Ich tu dir weh»             | —                         | —                         | —                         | —                         | —                         | —                         | —                         | —                         | —                         | —                         | —                         | —                         | —                         | «Liebe ist für alle da»      | 8 лютого 2010     |
| «Haifisch»                   | —                         | —                         | —                         | —                         | —                         | —                         | —                         | —                         | —                         | —                         | —                         | —                         | —                         | «Liebe ist für alle da»      | 28 травня 2010    |
| «Mein Land»                  | —                         | —                         | —                         | —                         | —                         | —                         | —                         | —                         | —                         | —                         | —                         | —                         | —                         | «Made In Germany 1995—2011»  | 11 листопада 2011 |
| Deutschland                  |                           |                           |                           |                           |                           |                           |                           |                           |                           |                           |                           |                           |                           | «Rammstein»                  | 28 березня 2019   |
| Radio                        |                           |                           |                           |                           |                           |                           |                           |                           |                           |                           |                           |                           |                           | «Rammstein»                  | 26 квітня 2019    |
| «Zeit»                       |                           |                           |                           |                           |                           |                           |                           |                           |                           |                           |                           |                           |                           | «Zeit»                       | 10 березня 2022   |
| «Zick Zack»                  |                           |                           |                           |                           |                           |                           |                           |                           |                           |                           |                           |                           |                           | «Zeit»                       | 7 квітня 2022     |

### DVD
| Назва                  | Оприлюднення      |
| ---------------------- | ----------------- |
| «Live aus Berlin»      | 30 серпня 1999    |
| «Lichtspielhaus»       | 1 грудня 2003     |
| «Völkerball»           | 17 листопада 2006 |
| «Rammstein in Amerika» | 25 вересня 2015   |
| «Rammstein: Paris»     | 25 травня 2017    |

## Компіляції
| Рік  | Назва Альбому                                                                            |
| ---- | ---------------------------------------------------------------------------------------- |
| 2011 | «Made in Germany 1995—2011» - Реліз: 2 грудня 2011 - Лейбл: «Universal» - Формат: CD, LP |

### Відеокліпи (деякі)
- Rammstein — Du Riechst So Gut '98 (Official Video)
- Rammstein — Engel (Official Video)
- Rammstein — Mann Gegen Mann (Official Video)
- Rammstein — Du Hast (Official 4K Video)
- Rammstein — Deutschland (Official Video)
- Rammstein — Radio (Official Video)
- Rammstein — Ausländer (Official Video)
- Rammstein — Zeit (Official Video)

### Ремікси
| Оприлюднення | Назва                                               | Пісня                                                |
| 1.07.1997    | Life Is Peachy (KoЯn)                               | Track 2: Good God (Heart Floor Remix)                |
| 14.10.1997   | Album Of The Year (Limited Edition) (Faith No More) | Track 15: Last Cup Of Sorrow (Rammstein Mix)         |
| 26.10.1999   | American Made Music To Strip By (Rob Zombie)        | Track 5: Spookshow Baby (Black Leather Cat Suit Mix) |
| 22.10.2002   | Dicknity (Slick Idiot)                              | Track 12: Xcess (Rammstein Remix)                    |
| 22.04.2003   | mOBSCENE (Marilyn Manson)                           | Track 3: mOBSCENE (Sauerkraut Remix)                 |

### Саундтреки
| Оприлюднення | Назва                       | Пісня                                                              |
| 18.02.1997   | Шосе у нікуди               | Track 18: Rammstein; Track 20: Heirate Mich                        |
| 21.10.1997   | Mortal Kombat: Annihilation | Track 6: Engel                                                     |
| 18.11.1997   | Wing Commander Prophecy     | Track 4: Eifersucht                                                |
| 04.08.1998   | For the Masses              | Track 16: Stripped                                                 |
| 30.03.1999   | Family Values Tour 1998     | Track 16: Du hast                                                  |
| 30.03.1999   | Матриця                     | Track 12: Du hast                                                  |
| 26.10.1999   |                             |                                                                    |
| 11.01.2000   | Aggro 2000                  | Track 3: Du hast                                                   |
| 12.03.2002   | Оселя зла                   | Track 9: Halleluja                                                 |
| 06.08.2002   | Три ікси (xXx)              | Track 1 (CD 1): Feuer Frei!                                        |
| 19.08.2002   | La Sirene Rouge             | Track 14: Sonne                                                    |
| 23.08.2002   | Lilja 4-ever                | Track 1: Mein Herz Brennt (Film-Remix); Track 19: Mein Herz Brennt |
| 09.08.2004   | Оселя зла: Апокаліпсис      | Track 7: Mein Teil                                                 |

## Тури
- 1994—1995: Club Tour (Неофіційна назва. Насправді, навіть невідомо, чи були ці концерти частиною цілісного туру)
- 1995—1996: Herzeleid Tour
- 1997—2001: Sehnsucht Tour
- 2001—2002: Mutter Tour
- 2004—2005: Reise, Reise Tour (Ahoi Tour)
- 2009—2011: Liebe ist für alle da Tour[19]
- 2011—2013: Made in Germany Tour
- 2016: Rammstein Tour 2016
- 2017: Rammstein Festival Tour 2017[20] (Неофіційна назва, оскільки тур не має офіційної назви. Назва походить від того, що гурт переважно грав на фестивалях під час туру)
- 2019 та 2022—2024: Rammstein Stadium Tour

## Нагороди
Премія Греммі
| Рік  | Номіновано  | Нагорода               | Результат |
| ---- | ----------- | ---------------------- | --------- |
| 1999 | «Du hast»   | Best Metal Performance | Номінація |
| 2006 | «Mein Teil» | Best Metal Performance | Номінація |

## Факти
- На честь гурту названо астероїд 110393 Раммштайн[21].
- Спочатку пісню Sonne планували як вступну для боксера Віталія Кличка, чиє прізвище було також робочою назвою пісні[22].